# The Last Record Album
Albums de Little Feat
Feats Don't Fail Me Now
(1974) Time Loves a Hero
(1977)
The Last Record Album est le cinquième album studio de Little Feat, sorti en novembre 1975.
La chanson All That You Dream est jouée dans l’introduction de la scène finale du dernier épisode de la série Les Soprano (Made in America).

## Liste des titres
| 1. | Romance Dance      | Barrere, Payne   | 3:49 |
| 2. | All That You Dream | Barrere, Payne   | 3:52 |
| 3. | Long Distance Love | George           | 2:43 |
| 4. | Day or Night       | Payne, Fran Tate | 6:24 |

| 1. | One Love Stand            | Barrere, Gradney, Payne | 4:26 |
| 2. | Down Below the Borderline | George                  | 3:41 |
| 3. | Somebody's Leavin'        | Payne                   | 5:07 |
| 4. | Mercenary Territory       | George, Hayward         | 4:27 |

## Personnel

### Musiciens
- Paul Barrere : guitare, chant
- Sam Clayton : congas
- Lowell George : chant, guitare
- Kenny Gradney : basse
- Richard Hayward : batterie, chant
- Bill Payne : claviers, synthétiseur, chant

### Musiciens additionnels
- Valerie Carter : chœurs (pistes 3 et 5)
- John Hall : guitare (piste 2)
- Fran Tate : chœurs (pistes 3 et 5)